# 长枝蛇菰
长枝蛇菰（学名：Balanophora elongata）是蛇菰科蛇菰属的植物。分布于印度尼西亚以及中国大陆的云南等地，生长于海拔900米至1,600米的地区，一般生于常绿季雨林中，目前尚未由人工引种栽培。
其种加词“elongata”意为“长的”。